# Großkanzler
Großkanzler ist der Titel hoher Amtsträger in der staatlichen Verwaltung, in Ritterorden und an Universitäten.

## Großkanzler in der staatlichen Verwaltung
In einigen europäischen Monarchien war bzw. ist der Großkanzler eine mit Beurkundungen betraute Vertrauensperson des Herrschers. Er fertigt die Urkunden aus, unterzeichnet sie und bewahrt sie auf. Gelegentlich trugen die Inhaber hoher Ämter in der Verwaltung den Titel „Großkanzler“.

## Preußen
Im 18. Jahrhundert wurde in Preußen der „Leitende Justizminister“ eines Kollegiums mehrerer Justizminister so bezeichnet.

## Großkanzler der Ritterorden
In den Ritterorden ist der Großkanzler der erste weltliche Beamte und Siegelbewahrer.

## Großkanzler von Universitäten
An manchen Universitäten ist der Großkanzler oberster Vertreter des Trägers oder Stifters der Einrichtung. An katholischen Universitäten ist gemäß der Apostolischen Konstitution Sapientia Christiana der jeweilige Ortsbischof grundsätzlich deren Großkanzler (lateinisch Magnus Cancellarius).